# Быдгощ
Бы́дгощ (пол. Bydgoszcz, нем. Bromberg — Бромберг) — город в Польше, один из двух административных центров Куявско-Поморского воеводства. Резиденция куявско-поморского воеводы и старосты Быдгощского повята. По состоянию на 2019 год, в Быдгоще проживало 348 190 человек.

## История
В Средние века — приграничный город. Первоначально Быдгощ был рыбацким поселением под названием Bydgozcya (Bydgostia на латыни), город стал цитаделью для торговых маршрутов по Висле. Город дал название каштянству Куявии Быдгощско-Вышогрудское княжество, в историческое время именуемое Северными Куявами, возникшее в результате раздела владения князя Земомысла Иновроцлавского (ок. 1245—1287).
Город был занят рыцарями Тевтонского ордена в 1331—1337 годах, и позже Казимиром III Польским, который предоставил городу муниципальные права 19 апреля 1346 года. После этого в город начался приток евреев.
В XV—XVI столетиях Быдгощ был существенным местом торговли зерна. В XVI веке, благодаря торговле зерном и солью, город становится одним из крупнейших в Польше. В 1657 году в Быдгоще был подписан Велявско-Быдгощский трактат.
После  Первого раздела Речи Посполитой Польши Быдгощ оказался под властью Пруссии в 1772 году, а с 1871 года под влиянием объединённой Германии.
В 1773 году началось строительство Быдгощского канала, связывающего реки Брда и Нотець.
В 1806—1815 годах Быдгощ входил в состав польского Варшавского герцогства, основанного Наполеоном Бонапартом.
С 1815 года был частью Великого княжества Познанского. Это была автономная область Пруссии из-за большинства поляков, но после ликвидации в 1848 году Быдгощ стал частью обычной немецкой провинции Познань.
В XIX веке строится железная дорога, соединившая Быдгощ с Пилой, Гданьском, Торунем и Иновроцлавом.
В XIX веке был приток немцев во время разделов Польши и город был частично онемечен, в 1915 году поляки составляли всего 25-30 % жителей Быдгоща (хотя в городе существовали польские организации против германизации), хотя в окрестностях Быдгоща было польское большинство, составлявшее около 55 % повята. Спустя 10 лет, в 1925 году, поляки составляли более 90 % жителей Быдгоща, так как после возвращения Быдгоща в Польшу произошел отток немцев.
Версальский договор, подписанный в 1919 году, вернул Быдгощ Польше.
Здесь 3 сентября 1939 произошло трагическое событие под названием «Кровавое воскресенье», которое нацистское правительство активно использовало в своей пропаганде для оправдания захвата территорий. По утверждению нацистов, поляки убивали немцев, а по современному польскому исследованию поляки уничтожали нацистских диверсантов, которые стреляли в спины отступающей польской армии. Писатель Ричард Бланк пишет в своей книге о немцах в западной Польше, что эти события в городе Быдгощ остаются предметом изучения и дебатов.
Во время Второй мировой войны находился в Гданьской провинции Западной Пруссии. После оккупации Советским Союзом и решения И. В. Сталина данная территория отошла к Польше, и Быдгощ стал столицей Поморского, а позднее Быдгощского воеводства Польши. В 1973 году в состав города вошёл близлежащий город Фордон.
В 1980—1981 годах Быдгощский профцентр Солидарности во главе с Яном Рулевским являлся одним из самых активных в Польше. В марте 1981 года в Быдгоще произошло крупное столкновение, вылившееся в общенациональный политический кризис и всеобщую забастовку.

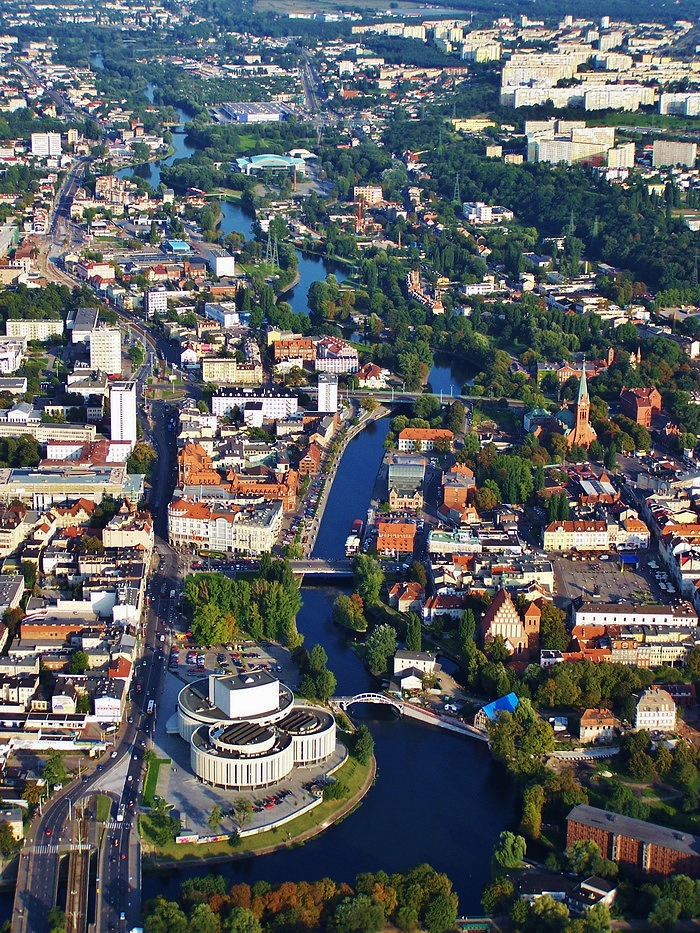
Быдгощ с высоты птичьего полёта

Город является столицей Куявско-Поморского воеводства с 1999 года, прежде этого времени центр Быдгощского воеводства (1947—1998 года).

## География
Быдгощ расположен в северной Польше, на берегах рек Брда и Висла.

### Климат
Средняя годовая температура в период 1945—1994 годов составила 8,4 °С. Самым теплым месяцем является июль, со средней температурой 19,0 °C, самый холодный январь −1,9 °С. Абсолютные температурные рекорды в городе: −26,9 °C (1 февраля 1956 года), 38,0 °C (31 июля 1994 года). Доминируют ветра с запада (18 %) и юго-запада (15 %). 24 % времени в городе наблюдается безветренная погода, что является результатом расположение города в долине, окруженной лесами. Среднегодовое количество осадков в период 1945—1994 годов было 512 мм, а в 1993—2002 года — 533 мм, ежегодно варьируясь от 269 мм (в 1989 году) до 719 мм (в 1912 году). Солнечных дней в регионе Быдгоща 1509 часов и более, что больше среднего по стране, особенно в весенние месяцы (март-май).

## Население
Население 352 313 человек (2017, 8-й по величине город в Польше).

### Население по годам
| Прирост | Год      | Население       | Прирост | Год      | Население        |
| ------- | -------- | --------------- | ------- | -------- | ---------------- |
|         | XVII век | 4 900 человек   | ▲       | 1955 год | 202 044 человека |
|         | 1717 год | 150 человек     | ▲       | 1965 год | 256 582 человека |
| ▲       | 1785 год | 3568 человек    | ▲       | 1968 год | 278 000 человек  |
| ▲       | 1849 год | 10 263 человека | ▲       | 1975 год | 322 657 человек  |
| ▲       | 1875 год | 31 308 человек  | ▲       | 1985 год | 366 424 человека |
| ▲       | 1910 год | 57 700 человек  | ▲       | 1990 год | 380 050 человек  |
| ▲       | 1921 год | 90 095 человек  | ▲       | 1998 год | 386 855 человек  |
| ▲       | 1930 год | 117 945 человек | ▼       | 2004 год | 369 151 человек  |
| ▲       | 1939 год | 143 100 человек | ▼       | 2008 год | 358 928 человек  |
| ▼       | 1945 год | 135 491 человек | ▼       | 2010 год | 356 177 человек  |

## Экономика
Быдгощ — один из самых динамично развивающихся городов страны, крупный экономический центр известен своим быстрым развитием сектора услуг, особенно финансовых. В Быдгоще действует свыше двадцати банков, товарные биржи, страховые и лизинговые компании, брокерские дома, происходят многочисленные ярмарки, в том числе и международные.

### Промышленность
Крупный промышленный центр; издавна развита пищевая, металлообрабатывающая, деревообрабатывающая, кожевенная, керамическая промышленности; развитие получили машиностроение (электротехническое, станкостроительное, точная механика, производство оборудования для химической, цементной и др. отраслей), химическая промышленность (в том числе промышленность органического синтеза), производство холодильников, велосипедов. Вагоностроение (транспортное машиностроение) представлено компанией PESA.

## Культура
В городе Быдгоще проводятся оперные, музыкальные и кинематографические фестивали. Здесь находится известный Концертный зал (Filharmonia Pomorska) и Оперный театр.

### Достопримечательности

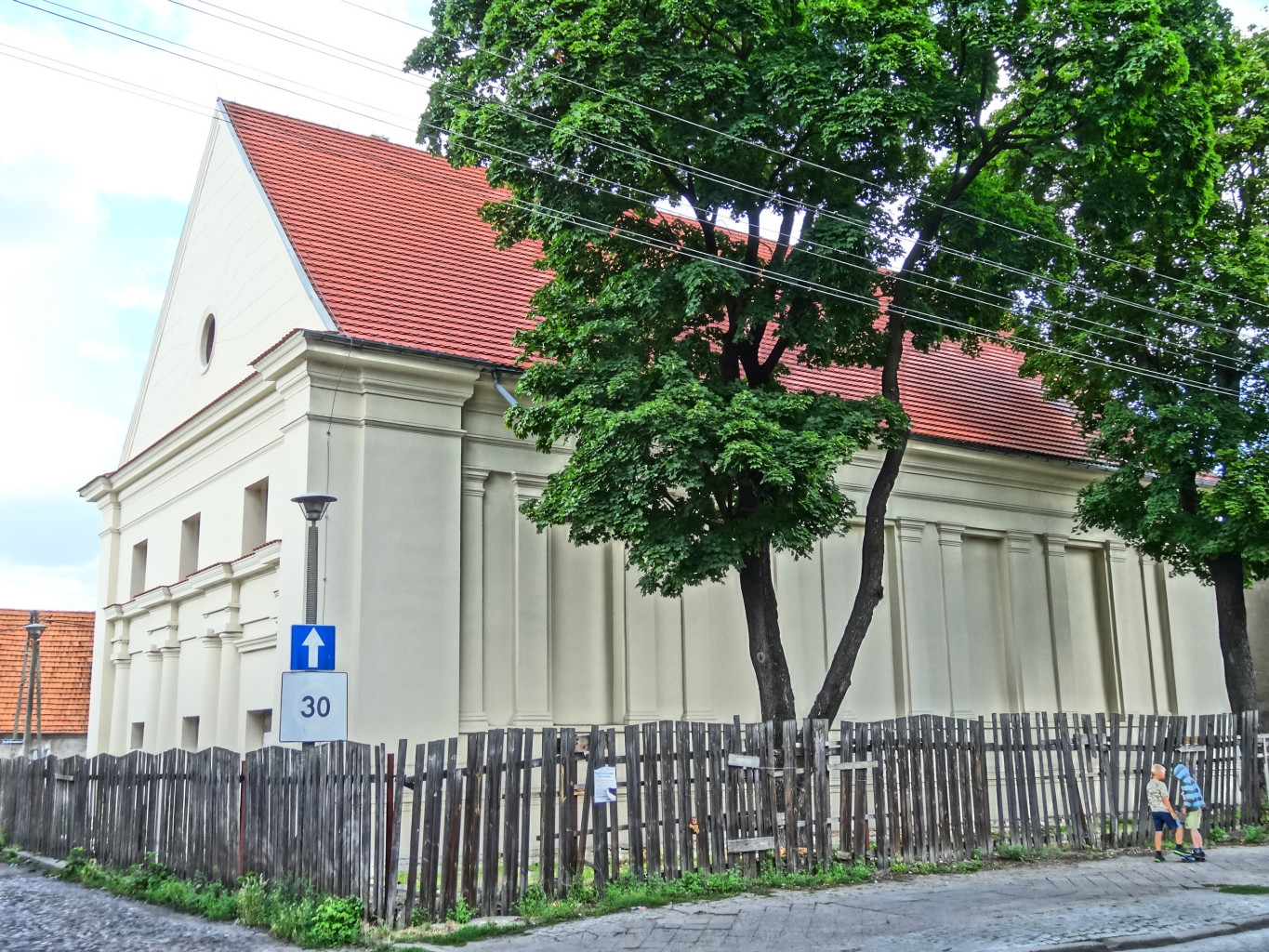
Старая синагога в Быдгоще (XVIII век)

Архитектурные памятники в районе реки Брды и Старого города: позднеготический приходский костёл с чудотворной иконой Богородицы с розой, бывшее зернохранилище с деревянной каркасной конструкцией 18—19 вв., костел кларисок в смешанном стиле готики и ренессанса. Воды реки Брды и Нотеци соединяются быдгощским каналом с сохранившимся старым оборудованием. Власти выступают с ходатайством о занесении этого памятника инженерного искусства XVIII века в список наследия ЮНЕСКО. Памятник Казимиру Великому.
Статуя «Лучница» является неофициальным символом города с начала 20 века. Копии статуи расположены в ряде городов Германии.

### Музеи
Краеведческий музей им. Леона Вычулковского является муниципальным музеем. Кроме большой коллекции работ Леона Вычулковского, также имеет постоянную экспозицию произведений искусства.

### Театры

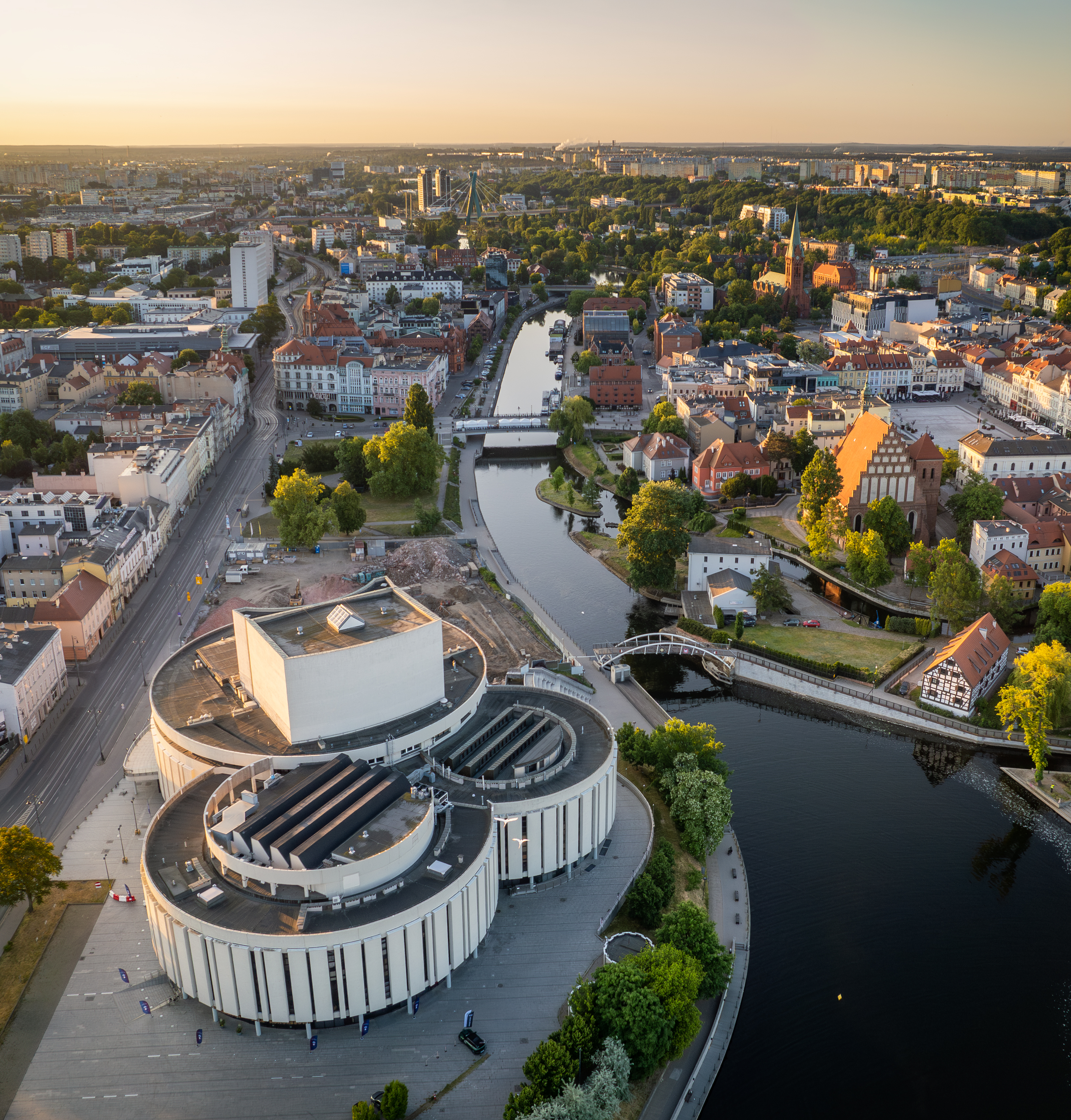
Опера Нова в Быдгоще

- «Польский театр» им. Иеронима Конечки — несмотря на своё название, театр предлагает широкое разнообразие постановок. Один раз в год, осенью, в театре проводится фестиваль «Прапремьер» («Festiwal Prapremier»): самые известные польские театры привозят в Быдгощ свои последние премьеры.
- Новая Опера («Opera Nova») — создана в 1956 г. С 1974 года располагается над рекой Брдой в специально построенном здании имеющем форму трех цилиндров, которое стало культурной визитной карточкой города.

### Классическая музыка
Поморская филармония им. И. Я. Падеревского — благодаря великолепно разработанным акустическим качествам главного концертного зала, это — один из лучших концертных залов для исполнения классической музыки в Европе.

### Популярная музыка
Концерты популярной музыки в Быдгоще обычно проводятся в Поморской филармонии, Лучничке (Łuczniczka), Завише (Zawisza) и на стадионе «Полония».

## Транспорт
Расположен у начала судоходного Быдгощского канала. Находится в месте скрещения важных железнодорожных магистралей и шоссе, вокзал Быдгощ-Главный — один из самых крупных в Польше. Имеет развитую сеть автобусных и трамвайных маршрутов. С 2004 года также имеется аэропорт.

## Образование

### Государственные учебные заведения
Быдгощ — это место расположения Университета Казимира Великого, Университета технологии и естественных наук им. Яна и Анджея Снядецкого, Академии музыки им. Феликса Нововейского и Медицинского колледжа Университета Николая Коперника. В городе работают также филиалы других государственных учебных заведений: Центр высшего образования Экономического университета в Познани, отделение теологического факультета Университета имени Адама Мицкевича в Познани, а также Высшая семинария в Быдгоще, Высшая миссионерская семинария духовной общины Святого Духа в Быдгоще и Университет туризма и культуры Международной академии наук Сан-Марино.
Основные государственные учебные заведения в Быдгоще

### Частные учебные заведения
- Высшая школа экономики в Быдгоще[пол.]
- Куявско-Поморская высшая школа в Быдгоще[пол.]
- Высшая школа банковского дела в Торуне Факультет финансов и управления в Быдгоще[пол.]
- Высшая школа окружающей среды в Быдгоще[пол.]
- Быдгоская высшая школа в Быдгоще[пол.]
- Высшая школа наук о здоровье в Быдгоще[пол.]
- Высшей школы информатики в Лодзи[пол.] (филиал)
- Гуманитарно-экономическая академия в Лодзи[пол.] (филиал)
- Высшая школа управления и банковского дела в Познани[пол.] (филиал)

Основные частные учебные заведения в Быдгоще

## Спорт
- Футбольный клуб «Завиша Быдгощ».
- Женская волейбольная команда «Быдгощ».
- Спидвей-клуб «Полония Быдгощ».

В 1929 году прошел чемпионат Европы по академической гребле.
В 2010 году прошёл чемпионат мира по кроссу. Чемпионат мира по кроссу 2013 также прошёл в Быдгоще.

## Города-побратимы
- Вильгельмсхафен (нем. Wilhelmshafen), Германия
- Крагуевац (сербохорв. Kragujevac), Сербия
- Кременчуг (укр. Кременчук), Украина
- Мангейм (нем. Mannheim), Германия
- Нинбо (кит. трад. 宁波, упр. 寧波, пиньинь Níngbō), Китай
- Павлодар, Казахстан
- Патры (греч. Πάτρα, англ. Patras), Греция
- Перт (англ. Perth), Шотландия, Великобритания
- Питешти (рус. Piteşti), Румыния
- Реджо-нель-Эмилия (итал. Reggio Emiglia), Италия
- Сливен, Болгария
- Хартфорд (англ. Hartford), Коннектикут, США
- Черкассы (укр. Черкаси), Украина

## Топографические карты
- Лист карты N-34-XXV Быдгощ. Масштаб: 1 : 200 000. Издание 1977 г.